# Joy Alexis Brown-Adams
Joy Alexis Brown-Adams (Georgetown, 28 de maig de 1993) és una jugadora de bàsquet professional guyanesa.

## Biografia
Jugadora de bàsquet professional, en la posició d'aler. És polivalent i pot jugar en diverses posicions diferents. Mesura 1,80 metres.
Va destacar a la Universitat Iona College i va decidir provar a Europa.

## Clubs
- -2016 Universitat de Iona (NCAA).
- 2016/2017 Universitat d'Oviedo. Lliga Femenina 2.[2]
- 2017/2018 Nissan Al-Qazeres Extremadura. Lliga Femenina Dia.
- 2017 Minnesota Lynx (WNBA).[3]
- 2018/2020 València Basket. Lliga Femenina Dia/Endesa.[4][5]
- 2020/2021 Araski AES (Vitòria). Lliga Femenina Endesa.[6][7]